# Tour der australischen Rugby-Union-Nationalmannschaft nach Neuseeland 1931
| Tour der Wallabies nach Neuseeland 1931 | Tour der Wallabies nach Neuseeland 1931 | Tour der Wallabies nach Neuseeland 1931 | Tour der Wallabies nach Neuseeland 1931 | Tour der Wallabies nach Neuseeland 1931 |
| Übersicht                               | S                                       | G                                       | U                                       | N                                       |
| --------------------------------------- | --------------------------------------- | --------------------------------------- | --------------------------------------- | --------------------------------------- |
| Test Matches                            | 02                                      | 1                                       | 0                                       | 1                                       |
| Sonstige Spiele                         | 09                                      | 3                                       | 1                                       | 5                                       |
| Gesamt                                  | 11                                      | 4                                       | 1                                       | 6                                       |
|                                         |                                         |                                         |                                         |                                         |
| Neuseeland                              | 1                                       | 0                                       | 0                                       | 1                                       |
| New Zealand Māori                       | 1                                       | 1                                       | 0                                       | 0                                       |

Die Tour der australischen Rugby-Union-Nationalmannschaft nach Neuseeland 1931 umfasste eine Reihe von Freundschaftsspielen der Wallabies, der Nationalmannschaft Australiens in der Sportart Rugby Union. Das Team reiste im August und September 1931 durch Neuseeland, wobei es elf Spiele bestritt. Dazu gehörten ein Spiel in Australien zur Vorbereitung und zwei Test Matches. 

## Spielplan
- Hintergrundfarbe grün = Sieg
- Hintergrundfarbe gelb = Unentschieden
- Hintergrundfarbe rot = Niederlage

(Test Matches sind grau unterlegt; Ergebnisse aus der Sicht Australiens)
| #  | Datum              | Gegner                             | Ort              | Stadion            | Ergebnis |
| -- | ------------------ | ---------------------------------- | ---------------- | ------------------ | -------- |
| 01 | 03. August 1931    | Australia A                        | Sydney           |                    | 38:29    |
| 02 | 22. August 1931    | Otago Rugby Football Union         | Dunedin          | Carisbrook         | 3:3      |
| 03 | 26. August 1931    | Southland Rugby Football Union     | Invercargill     | Rugby Park Stadium | 8:14     |
| 04 | 29. August 1931    | Canterbury Rugby Football Union    | Christchurch     | Lancaster Park     | 13:16    |
| 05 | 02. September 1931 | Seddon Shield Districts            | Nelson           | Trafalgar Park     | 5:14     |
| 06 | 05. September 1931 | Wellington Rugby Football Union    | Wellington       | Athletic Park      | 8:15     |
| 08 | 09. September 1931 | New Zealand Māori                  | Palmerston North | Showgrounds Oval   | 14:3     |
| 08 | 12. September 1931 | Neuseeland                         | Auckland         | Eden Park          | 13:20    |
| 09 | 16. September 1931 | Hawke’s Bay Rugby Union            | Napier           | McLean Park        | 27:11    |
| 10 | 19. September 1931 | Taranaki Rugby Football Union      | New Plymouth     |                    | 10:11    |
| 11 | 23. September 1931 | King Country & Waikato Rugby Union | Hamilton         |                    | 30:10    |

## Test Matches
| 9. September 1931 | New Zealand Māori   | 3 : 14        | Australien                                                       | Palmerston Oval, Palmerston North Zuschauer: 8.000 Schiedsrichter: Robert Paton (Neuseeland) |
| 9. September 1931 | Versuche: Macdonald | (3:5) Bericht | Versuche: Bonis Judd Steggall Erhöhungen: Ross Straftritte: Ross | Palmerston Oval, Palmerston North Zuschauer: 8.000 Schiedsrichter: Robert Paton (Neuseeland) |

Aufstellungen:
- NZ Māori: Joseph Bell , John Gemmell, Henry Harrison, Mita Johnson, Pita Kaua, James Leach, Jack MacDonald, Jim Manihera, George Purdue, J. Rata, Tori Reid, Jack Ruru, Ngatai Wanoa, Arthur Walford, Walter Wilson
- Australien: Walter Bennett, Malcolm Blair, Edward Bonis, Owen Bridle, Bill Cerutti, Jim Clark , William Hemingway, Harold Herd, Bruce Judd, Thomas Perrin, Alec Ross, Jack Steggall, Harold Tolhurst, Cyril Towers, Max White

| 12. September 1931 | Neuseeland                                                 | 20 : 13         | Australien                                   | Eden Park, Auckland Zuschauer: 15.000 Schiedsrichter: Samuel Hollander (Neuseeland) |
| 12. September 1931 | Versuche: Ball Hart Erhöhungen: Bush Straftritte: Bush (4) | (11:13) Bericht | Versuche: Cowper Towers Erhöhungen: Ross (2) | Eden Park, Auckland Zuschauer: 15.000 Schiedsrichter: Samuel Hollander (Neuseeland) |

Aufstellungen:
- Neuseeland: Nelson Ball, Walter Batty, Ronald Bush, Mervyn Corner, Anthony Cottrell, George Hart, Evan Jessep, Herbert Lilburne, Donald Max, Thomas Metcalfe, James Page, George Purdue, Frank Solomon, Richard Steere, Archibald Strang
- Australien: Malcolm Blair, Edward Bonis, Bill Cerutti, Jim Clark, Denis Cowper, William Hemingway, Bruce Judd, Sydney Malcolm , Leonard Palfreyman, Thomas Perrin, Alec Ross, Jack Steggall, Harold Tolhurst, Cyril Towers, Max White